# Д’Антонио, Дарья
Да́рья Д’Анто́нио (итал. Daria D'Antonio) — итальянская кинооператор.

## Биография
Родилась и выросла в Неаполе, начала работать на съёмочных площадках в молодом возрасте. Дебютировала как оператор под руководством Луки Бигацци, благодаря чему получила опыт работы с такими режиссёрами, как Сильвио Сольдини, Карло Маццакурати, Джанни Амелио и Франческа Коменчини.
Как кинооператор дебютировала в документальном фильме 2007 года «Il passaggio della linea» режиссёра Пьетро Марчелло.
После работы в рекламе и телесериалах сотрудничала с известными итальянскими режиссёрами — в сотрудничестве с режиссером Валерио Мьели за фильм Ricordi?, получила номинацию на премию Давид ди Донателло); с режиссером Паоло Соррентино за фильм Рука Бога (2021) получила награду за лучшую операторскую работу, став первой женщиной, получившей эту награду и сняла фильм «Партенопа», 2024.

## Избранная фильмография

### Оператор-постановщик

#### Кино
- Hai paura del buio, реж. Массимо Коппола (2010)
- Padroni di casa, реж. Эдоардо Габбриэллини (2012)
- N-Capace, реж. Элеонора Данко — документальный фильм (2014)
- La pelle dell'orso, реж. Марко Сегато (2016)
- Slam - Tutto per una ragazza, реж. Андреа Молайоли (2016)
- Il padre d'Italia, реж. Фабио Молло (2017)
- Ricordi?, реж. Валерио Мьели (2018)
- Il corpo della sposa, реж. Микела Оччипинти (2019)
- Tornare, реж. Кристина Коменчини (2019)
- Рука Бога, реж. Паоло Соррентино (2021)
- Marcel!, реж. Жасмин Тринка (2022)
- Партенопа, реж. Паоло Соррентино (2024)

#### Телевидение
- Чудо — телесериал (2018)
- Bang Bang Baby — телесериал (2022)
- Supersex — телесериал (2024)

### Режиссёр
- Napoli 24 (2012) — документальный фильм (эпизод Poggioreale)

## Награды и номинации
- Давид ди Донателло
  - 2020 — номинация за лучшую операторскую работу (Ricordi?)
  - 2022 — приз за лучшую операторскую работу (Рука Бога)
- Серебряная лента
  - 2019 — номинация за лучшую операторскую работу (Ricordi?)
  - 2022 — приз за лучшую операторскую работа («Рука Бога (фильм)|Рука Бога]]»)
- Золотой глобус (Италия)
  - 2017 — приз за лучшую операторскую работу («La pelle dell’orso»)
- Каннский кинофестиваль
  - 2024 — Prix CST de l’Artiste-Technicien за фильм Партенопа.